# Патрісія Керн Голмгрен
Патрісія Керн Голмгрен (англ. Patricia Kern Holmgren, до шлюбу Патрісія Мей Керн, англ. Patricia May Kern; нар. 1940) — американська жінка-ботанік. Основними ботанічними інтересами Голмгрен є флора Західного міжгір’я (Захід США) та роди Tiarella та Thlaspi. Голмгрен була директором гербарію Нью-Йоркського ботанічного саду з 1981 по 2000 рік та редактором «Index Herbariorum» з 1974 по 2008 рік.

## Біографія
Патрісія Мей Керн народилася в родині Роберта Евана Керна (1919–2004) та Рут Елеонори Бодуан Керн (1921–1992) у 1940 році в Афінах, штат Індіана. У 1946 році її батьки почали вирощувати різдвяні ялинки, і Голмгрен проводила частину літніх канікул, обрізаючи дерева, а у вихідні восени та взимку допомагала в бізнесі. 
1958 році Голмгрен закінчила середню школу середню школу в Рочестері. У 1962 році Голмгрен отримала ступінь бакалавра в Університеті Індіани, згодом в Університеті Вашингтону отримала ступінь магістра у 1964 році та ступінь доктора філософії у 1968 році. У Вашингтонському університеті Голмгрен завершила систематичне дослідження Tiarella (Saxifragaceae) разом із Артуром Р. Крукебергом.
В Вашингтонському університеті Голмгрен займалася дослідженням групи Thlaspi montanum (Brassicaceae) під керівництвом Чарлза Гічкока, що стало темою її докторату. Окрім власних досліджень, Голмгрен разом з Гічкоком стала головним помічником редактора під час підготовки останніх двох томів «Судинні рослини тихоокеанського північного заходу» («Vascular Plants of the Pacific Northwest»).
У 1969 році Патрісія вийшла заміж за колегу-ботаніка Ноеля Х. Голмгрена (сина ботаніка Артура Г. Гольмґрена).

## Наукова діяльність

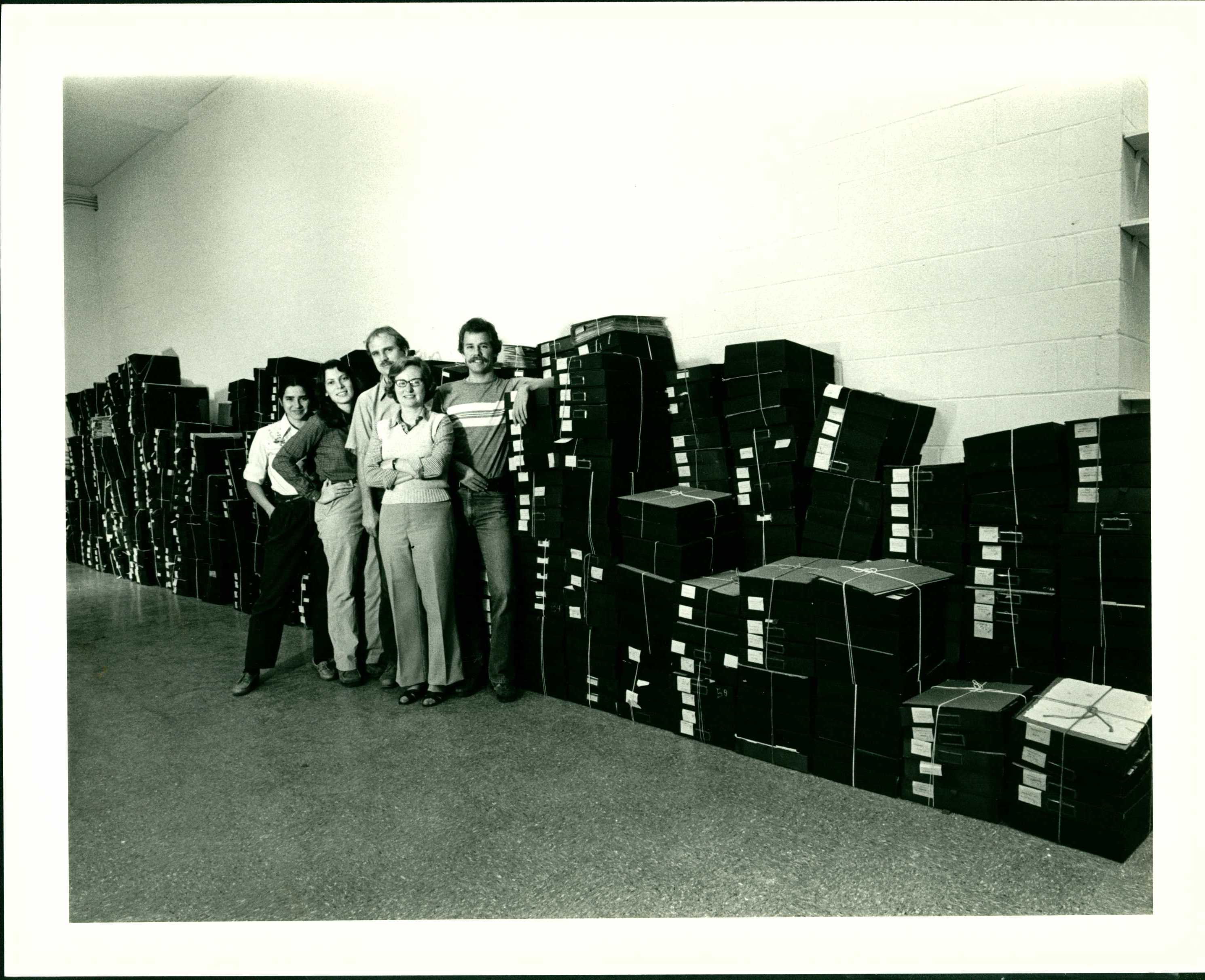
Патрісія Голмгрен з працівниками гербарію Нью-Йоркського ботанічного саду.

У 1968 році Голмгрен  отримала посаду спеціаліста гербарію у Нью-Йоркському ботанічному саду (NYBG), працювала там весь час, зрештою ставши директором гербарію у 1981 році, і займала цю посаду до свого виходу на пенсію у 2000 році. Як директор гербарію Голмгрен наполягала на найвищих стандартах зберігання та дослідження ботанічних зразків та на тому, щоб гербарій залишався в авангарді інновацій (таких як створення онлайн-індексу «Index Herbariorum» та розвиток віртуального гербарію C.V. Starr). Голмгрен також відіграла важливу роль у концепції, зборі коштів та проектуванні нової сучасної будівлі для розміщення гербарію, Міжнародного наукового центру рослинництва, який офіційно відкрився для досліджень у 2002 році. Після виходу на пенсію Голмгрен продовжує працювати у Нью-Йоркському ботанічному саду як почесний директор гербарію. Голмгрен також відігравала активну роль у ряді ботанічних товариств та редакції ботанічних журналів:
- Американське товариство систематиків рослин: член ради (1975–1979), скарбник (1985–1988), президент (1989–1990)
- Association of Systematics Collections: рада директорів (1988–1994), секретар (1992–1994)
- Ботанічне товариство Америки: член ради (1975–1984), секретар (1975–1979), віце-президент (1980), президент (1981)
- Brittonia: помічник редактора (1975–1991), відповідальний редактор (1984–1991)
- Index Herbariorum: редактор (1974–2008)
- Міжнародна асоціація таксономії рослин: рада директорів (1993–2005)
- Taxon: редактор News and Notes (1983–1988), редактор Herbaria та Institutions (1992–2002)

Патрісія та Ноель Голмгрени відіграли важливу роль у завершенні «Міжгірської флори: судинні рослини Заходу міжгір’я, США» (Intermountain Flora: Vascular Plants of the Intermountain West, U.S.A), дев’ятитомного видання про флору судинних рослин західної частини Сполучених Штатів між Скелястими горами та хребтами Сьєрра-Невада. .

## Awards
- Нагорода за особливі досягнення Нью-Йоркського ботанічного саду (1988)[3]
- Нагорода «Заслужений співробітник» Ботанічного товариства Америки (1991)[9]
- Премія століття Ботанічного товариства Америки (2006)[10]
- Премія імені ботаніка Ейси Грея Американського товариства систематиків рослин (2012), спільно з Ноелем Голмгреном[11]
- Золота медаль Нью-Йоркського ботанічного саду (2013), спільно з Ноелем Голмгреном[12]

## Рід та види рослин, названі на честь Патрісії Голмгрен
- Neoholmgrenia рід покритонасінних родини Onagraceae — названо на честь Патрісії Голмгрен[13]
- Astragalus holmgreniorum Barneby — названо на честь Патрісії та Ноеля Голмгренів[14]
- Bartsia patriciae N.H. Holmgren[15]
- Carex holmgreniorum Reznicek & D.F. Murray — названо на честь Артура, Патрісії та Ноеля Голмгренів[16]
- Hiraea holmgreniorum C.E. Anderson — названо на честь Патрісії та Ноеля Голмгренів[17]
- Mentzelia holmgreniorum J.J. Schenk & L. Hufford — названо на честь Патрісії та Ноеля Голмгренів[18]
- Orthocarpus tolmiei subsp. holmgreniorum T.I. Chuang & Heckard — названо на честь Артура, Патрісії та Ноеля Голмгренів[19]
- Scutellaria holmgreniorum Cronquist — названо на честь Патрісії та Ноеля Голмгренів[20]

## Окремі публікації
- Holmgren, P.K. & Keuken, W. (1975). Index Herbariorum Ed. 6: Geographical Arrangements of the Herbaria Listed in Index Herbariorum, Edition Six. Taxon, 24(4), 543-551. JSTOR 1219533
- Holmgren, N.H. & Holmgren, P.K. (1979). A new species of Asclepias (Asclepiadaceae) from Utah. Brittonia, 31(1): 110–114. doi:10.2307/2806683
- Rollins, R.C. & Holmgren, P.K. (1980). A new species of Caulanthus (Cruciferae) from Nevada. Brittonia, 32(2): 148–151. doi:10.2307/2806781
- Holmgren, P.K., Holmgren, N.H., & Barnett L.C. (1990). Index herbariorum. Part I: The herbaria of the world, Edition 8. ISBN 0-89327-358-9
- Holmgren, P.K., & Holmgren, N. H. (1991). Index Herbariorum: Additions to Index Herbariorum, Edition 8. Taxon, 40(4), 687–692. JSTOR 1222796
- Holmgren, P.K., Kallunki, J.A. & Thiers, B.M. (1996). A short description of the collections of The New York Botanical Garden Herbarium (NY). Brittonia, 48(3): 285–296. doi:10.1007/BF02805288
- Holmgren, N.H., & Holmgren, P.K. (2002). New Mentzelias (Loasaceae) from the Intermountain Region of Western United States. Systematic Botany, 27(4): 747–762. JSTOR 3093920
- Holmgren, P.K. (2004). Lectotypifications and a new combination in western North American Cleomaceae. Brittonia, 56(2): 103–106.doi:10.1663/0007-196X(2004)056[0103:LAANCI2.0.CO;2]
- Holmgren, N.H. & Holmgren, P.K. (2010). New combinations and lectotypifications of North American taxa in Caryophyllaceae, Chenopodiaceae, Fumariaceae, Montiaceae, Papaveraceae, and Ranunculaceae. Brittonia, 62(3): 264–266. doi:10.1007/s12228-010-9149-x